# Itinerancia

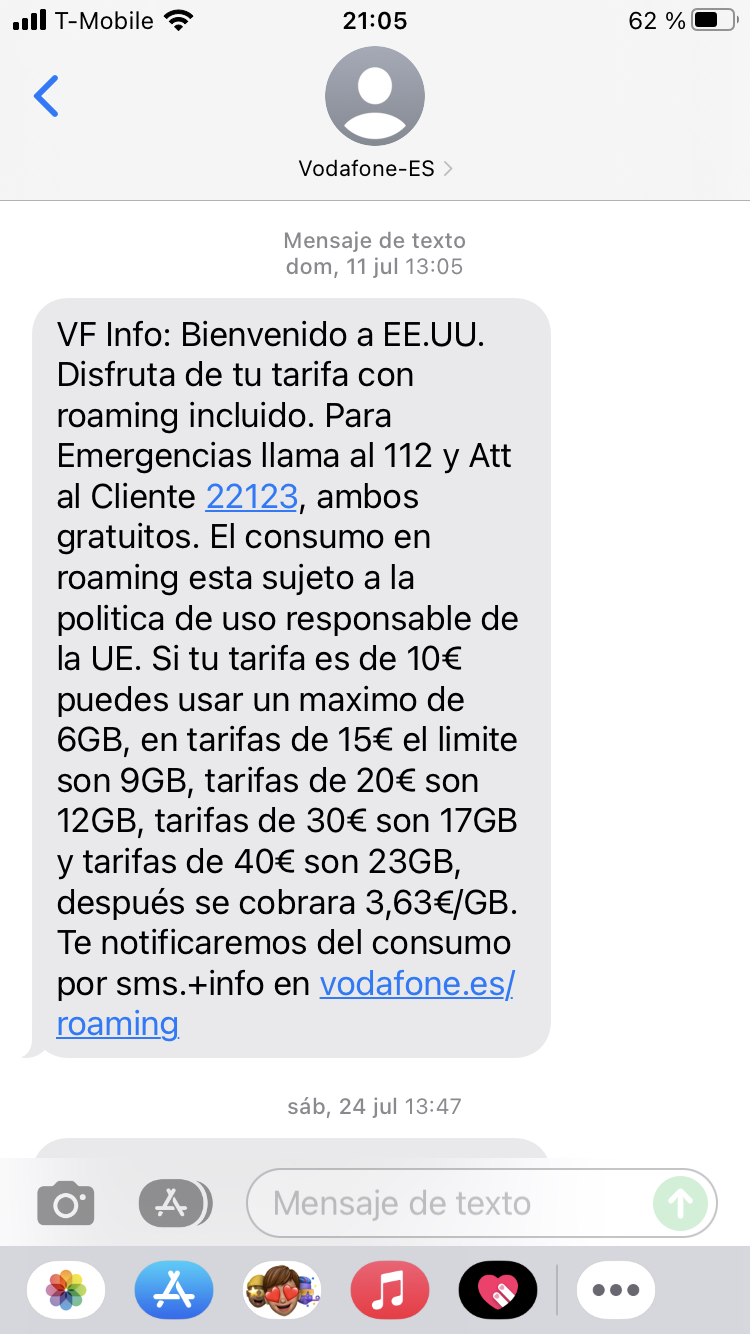
Un SMS de bienvenida enviado por Vodafone España a suscriptores usando la itinerancia que han llegado a un país extranjero, en este caso a Estados Unidos

La itinerancia (en inglés: Roaming pron. /ˈroʊ.mɪŋ/) es un concepto utilizado en telecomunicaciones para referirse a la posibilidad de un dispositivo inalámbrico de utilizar una cobertura de red distinta de la principal. Esto le permite conectarse a redes secundarias utilizando su identificador en la red principal.
En telefonía móvil, el término se usa para indicar la posibilidad ofrecida a sus clientes por un operador de usar el servicio en una red móvil distinta de la suya, y normalmente fuera del territorio nacional. Esta identificación se hace a través de la tarjeta SIM, que permite conectar al cliente con su operador de otra red mediante acuerdos entre operadores.
En el caso de redes wifi, significa que el dispositivo wifi del cliente puede desplazarse e ir registrándose en diferentes redes inalámbricas. En este caso la identificación normalmente se hace a través de un usuario y contraseña personal compartido por distintas redes.
En el caso del arte, "itinerancia" hace referencia a las exposiciones temporales que rotan por diferentes instituciones.

## Itinerancia en telefonía móvil
El servicio de itinerancia ha hecho posible que los usuarios de telefonía móvil adquieran una completa libertad de movimiento entre las áreas de cobertura de las diferentes empresas de telecomunicaciones.
Consiste en permitir que un usuario que se encuentre dentro de la zona de cobertura de una red móvil diferente a la que le presta el servicio pueda recibir las llamadas hechas hacia su número de móvil sin necesidad de realizar ningún tipo de procedimiento extra y, en muchos casos, también efectuar llamadas hacia la zona donde se contrató originalmente el servicio, sin necesidad de hacer una marcación especial. Para alcanzar este fin, ambas compañías (la prestadora original del servicio y la propietaria de la red en la que el cliente esté itinerando) deben tener suscrito un acuerdo de itinerancia, en el que definen qué clientes tienen acceso al servicio y cómo se efectuará la conexión entre sus sistemas para encaminar las llamadas.
Aunque el servicio permite una comunicación inmediata y, en muchos casos, sin necesidad de ninguna solicitud adicional, es de notar que habitualmente el costo de transferencia de cada llamada y los costos de interconexión se cargarán al receptor de la llamada, no a la persona que llama (que no tiene por qué saber dónde se encuentra el abonado llamado). Así, el servicio es transparente para el usuario que desea contactar un número que se desplaza a otra zona.
El concepto de itinerancia también se puede aplicar a los terminales móviles liberados, puesto que uno mismo puede reducir los costes de roaming tanto para el usuario emisor como para el receptor, usando una tarjeta SIM de alguno de los operadores móviles disponibles en la zona. Esta itinerancia es útil cuando se viaja al extranjero, lo que constituye una de las ventajas del sistema GSM.

### Eliminación en la Unión Europea
En 2013, la Comisión Europea propuso acabar con los costes adicionales por itinerancia dentro de la Unión Europea a partir de diciembre de 2015, medida aprobada por el Parlamento Europeo en 2014. Sin embargo, el Consejo propuso su retraso para 2018. Finalmente se llegó a un acuerdo entre en Consejo y el Parlamento Europeo estableciéndose la fecha definitiva el 15 de junio de 2017. Las nuevas tarifas de Roaming se verán dividida por diferentes zonas, considerándose la Unión Europea como zona 1.

### Eliminación en la Comunidad Andina
Se propuso esta medida desde el año 2020, finalmente el 19 de febrero de 2020 se aprobó la decisión 854, donde se menciona que cualquier ciudadano dentro de la CAN (Comunidad Andina) deberá tener las mismas condiciones de señal telefónica, SMS y datos, por ende, las compañías de telefonía movil no tenían la posibilidad de cobrar un roaming internacional.
Esta medida entró en vigor el 1 de enero de 2022

## Itinerancia en redes wifi
Para que sea posible, tiene que haber una pequeña superposición en las coberturas de los puntos de acceso, de tal manera que los usuarios puedan desplazarse por las instalaciones y siempre tengan cobertura. Los puntos de acceso incorporan un algoritmo que decide cuándo una estación debe desconectarse de un punto de acceso y cuándo conectarse a otro.
Esto es muy frecuente en campus de facultades distintas que tienen diferentes puntos de acceso y nombres. Al caminar entre ellas se desconecta de una, pero se conecta a otra red.
Ello permite no sólo la conexión en distintos puntos distantes en los que el cliente tiene servicio, sino también que la llamada (en el caso de GSM) o la conexión (wifi) permanezca activa y no se interrumpa.